# MAGEL2
MAGEL2, también conocida como MAGE-like protein 2, Necdin-like protein 1 y Protein nM15, es una proteína humana codificada por el gen MAGEL2, igualmente denominado NDNL1. Se trata de una  proteína compuesta por un total de 1249 aminoácidos y se encuentra presente, entre otros órganos, en la placenta y el cerebro (tanto fetal como adulto) y en menor medida en los fibroblastos.
Se ha asociado la mutación del gen MAGEL2, que comporta una menor expresión de este, al síndrome de Prader-Willi y a una de sus variantes, el síndrome de Schaaf-Yang.

## Consideraciones generales

### Familia de genes MAGE
El gen que codifica la proteína MAGEL2 pertenece a  la  familia de genes MAGE (Melanoma-associated antigen). Solo existe una región común en todas las proteínas codificadas por los genes de la familia MAGE. Esta secuencia se denomina dominio homólogo de MAGE y consta de unos 200 aminoácidos.
Los distintos genes de la familia MAGE  pueden ser clasificados en dos grupos. El primer tipo son aquellos genes que se encuentran agrupados en el cromosoma X. En este grupo se incluyen el MAGE-A, -B y -C. El segundo tipo son aquellos que no están restringidos en el cromosoma X, sino que son expresados en diferentes tejidos del cuerpo. En este grupo encontramos a los genes MAGE-D, -E, -F, -G, -H, -L (y sus subfamilias).
Inicialmente, se creía que los genes de esta familia se encontraban silenciados en adultos y que solo se expresaban en tumores. Sin embargo, en la actualidad se conoce que algunos de estos genes también tienen expresión en células sanas, como es el caso de MAGEL2.

### Proteínas homólogas
Se encuentran proteínas ortólogas de MAGEL2 en gran variedad de mamíferos. La proteína MAGE-like protein 2 de Gorilla gorilla gorilla, es la más parecida a la humana, con un 99,20% de conservación. La misma proteína en otros primates como Nomascus leucogenys o Pan troglodytes también presenta más de un 98% de similitud. Sin embargo, el parecido de la proteïna humana con su ortóloga en roedores es significativamente menor, sobre un 60%. Este fenómeno se explica por la cercanía filogénica entre esta especies y Homo sapiens.
| Descripción                                        | Cobertura (%) | E. value | Conservación (%) | Referencia (NCBI) |
| -------------------------------------------------- | ------------- | -------- | ---------------- | ----------------- |
| MAGE-like protein 2 [Gorilla gorilla gorilla]      | 100           | 0.0      | 100.00           | XP_030857939.1    |
| MAGE-like protein 2 [Nomascus leucogenys]          | 100%          | 0.0      | 98.56%           | XP_030670272.1    |
| MAGE-like protein 2 isoform X2 [Pan troglodytes]   | 93%           | 0.0      | 98.39%           | XP_016783259.1    |
| MAGE-like protein 2 [Canis lupus familiaris]       | 100%          | 0.0      | 79.70%           | XP_003434387.1    |
| MAGE-like protein 2 [Mus musculus]                 | 100%          | 0.0      | 58.36%           | NP_038807.4       |
| PREDICTED: MAGE-like protein 2 [Rattus norvegicus] | 98%           | 0.0      | 59.50%           | XP_001054803.2    |

## Gen, localización y expresión

### Gen
La proteína MAGEL2 es codificada por un gen del mismo nombre, y que pertenece a la familia de genes MAGE, encargados de regular encimas ubiquitina ligasas. Este gen se encuentra en el cromosoma 15 y, debido a un fallo en su expresión, se ha visto relacionado con diversas patologías. Entre ellas, se encuentra el síndrome de Prader-Willi (PWS) y su variante, el síndrome de Schaaf-Yang (SYS); originados a causa de la pérdida de expresión de genes en la región 15q11-q13 de dicho cromosoma.
En humanos, este gen está formado por un total de 4319 bases nitrogenadas; de las cuales, a partir de la 125 hasta la 444, son codificantes de la proteína.

### Localización
El gen se encuentra en el cromosoma 15 y, por lo tanto, es de herencia autosómica, es decir, se hereda un alelo de cada progenitor. Además se encuentra en el locus 15q11.2. En concreto, se localiza dentro de una región del cromosoma denominada del mismo nombre que el síndrome con el que se le relaciona, Prader_Willi. Esta región mide alrededor de 4 777 456 bp, e inicia desde la base nitrogenada 19 775 255 hasta la 24 552 710, donde finaliza la región.
Por otro lado, este locus contiene duplicones y cortas secuencias de repetición que dan origen a tres puntos de corte (break points), de los cuales dos son proximales y uno distral. Estos puntos de rotura son BP1, BP2 y BP3, respectivamente. En este locus, hay dos centros reguladores de impronta: la región mencionada anteriormente Prader_Willi, también conocida como PWS-SRO (Prader Willi Syndrome-Smallest Region of deletion Overlap) de 4,3 kb, y la región AS-SRO (Angelmann Syndrome-Smallest Region of deletion Overlap) de 880 pb.

### Expresión
El gen MAGEL2 que codifica esta proteína se hereda tanto de forma paterna como materna, puesto que es un gen autosómico. Sin embargo, las anomalías genéticas asociadas a este gen, y por extensión, a la proteína, son debidas a la ausencia de expresión del alelo de origen paterno. Debido a este fallo en la expresión génica, el alelo materno se encontrará silenciado por factores epigenéticos. 
La región 15q11-q13 es la afectada en esta ausencia de expresión. Esta región mide aproximadamente 6 Mb, y contiene tanto genes de expresión paterna (entre los que se encuentra el gen MAGEL2) como materna. Recientemente, se ha descubierto que mutaciones puntuales en este gen del cromosoma paterno está implicado en la aparición de SPW, pese a que en una minoría de los afectados (alrededor del 20-30%), es debido a una disomía uniparental materna.
La proteína MAGEL2 está altamente expresada en el hipotálamo y, a nivel celular, se encuentra en mayor proporción en el núcleo y en los early y late endosomes, pese a que también se encuentra en el citosol, en menor proporción. Además, constan diferentes tipos de evidencia sobre la presencia de esta proteína en las estructuras celulares (véase Figura 1).

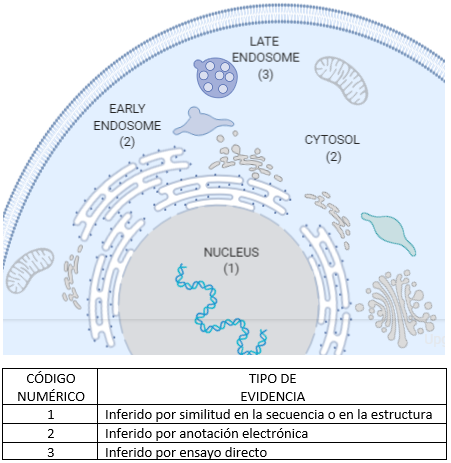
Figura 1: Imagen con leyenda que muestra la presencia de la proteína MAGEL2 en la célula según la evidencia conocida

Esta proteína consta de 1249 aminoácidos en la especie humana, pero el número puede variar en función de la especie. Por ejemplo, en los ratones (Mus musculus) MAGEL2 está constituida por 1284 aminoácidos, los monos Rhesus (M. mulatta) tienen 1251 y las ratas (Rattus norvegicus), 1258; entre otros.

## Estructura
La proteína codificada (MAGEL2) por dicho gen, en los seres humanos (Homo Sapiens), está compuesta por un total de 1249 aminoácidos, que en conjunto suman un peso total de 132 822 Da.

### Estructura primaria.
La secuencia en la que se configuran los aminoácidos, unidos por enlaces peptídicos, es la siguiente: 
```
   10         20         30         40         50
MSQLSKNLGD SSPPAEAPKP PVYSRPTVLM RAPPASSRAP PVPWDPPPID 
        60         70         80         90        100
LQASLAAWQA PQPAWEAPQG QLPAPVVPMT QPPALGGPIV PAPPLGGPMG 
       110        120        130        140        150
KPPTPGVLMV HPPPPGAPMA QPPTPGVLMV HPSAPGAPMA HPPPPGTPMS 
       160        170        180        190        200
HPPPPGTPMA HPPPPGTPMA HPPPPGTPMV HPPPPGTPMA HPPPPGTPMA 
       210        220        230        240        250
HPPPPGTPMA HPPPPGTPMA HPPPPGTPMA QPPAPGVLMA QPLTPGVLMV 
       260        270        280        290        300
QPAAPGAPMV QPPPAAMMTQ PQPSGAPMAK PPGPGVLMIH PPGARAPMTQ 
       310        320        330        340        350
PPASGAPMAQ PAAPPAQPMA PPAQPMASWA PQAQPLILQI QSQVIRAPPQ 
       360        370        380        390        400
VPQGPQAPPA QLATPPGWQA TSPGWQATQQ GWQATPLTWQ TTQVTWQAPA 
       410        420        430        440        450
VTWQVPPPMR QGPPPIRPGP PPIRPGPPPV RQAPPLIRQA PPVIRQAPPV 
       460        470        480        490        500
IRQAPPVIRQ APAVIRQAPP VIRQAPPVIR QAPPVIRQAP PLIRQAPPPI 
       510        520        530        540        550
RPAPQVLATQ PPLWQALPPP PPLRQAPQAR LPAPQVQAAP QVPTAPPATQ 
       560        570        580        590        600
VPAAPPAGPQ VPQPVLPAPL SAPLSAPQAV HCPSIIWQAP KGQPPVPHEI 
       610        620        630        640        650
PTSMEFQEVQ QTQALAWQAQ KAPTHIWQPL PAQEAQRQAP PLVQLEQPFQ 
       660        670        680        690        700
GAPPSQKAVQ IQLPPQQAQA SGPQAEVPTL PLQPSWQAPP AVLQAQPGPP 
       710        720        730        740        750
VAAANFPLGS AKSLMTPSGE CRASSIDRRG SSKERRTSSK ERRAPSKDRM 
       760        770        780        790        800
IFAATFCAPK AVSAARAHLP AAWKNLPATP ETFAPSSSVF PATSQFQPAS 
       810        820        830        840        850
LNAFKGPSAA SETPKSLPYA LQDPFACVEA LPAVPWVPQP NMNASKASQA 
       860        870        880        890        900
VPTFLMATAA APQATATTQE ASKTSVEPPR RSGKATRKKK HLEAQEDSRG 
       910        920        930        940        950
HTLAFHDWQG PRPWENLNLS DWEVQSPIQV SGDWEHPNTP RGLSGWEGPS 
       960        970        980        990       1000
TSRILSGWEG PSASWALSAW EGPSTSRALG LSESPGSSLP VVVSEVASVS 
      1010       1020       1030       1040       1050
PGSSATQDNS KVEAQPLSPL DERANALVQF LLVKDQAKVP VQRSEMVKVI 
      1060       1070       1080       1090       1100
LREYKDECLD IINRANNKLE CAFGYQLKEI DTKNHAYIII NKLGYHTGNL 
      1110       1120       1130       1140       1150
VASYLDRPKF GLLMVVLSLI FMKGNCVRED LIFNFLFKLG LDVRETNGLF 
      1160       1170       1180       1190       1200
GNTKKLITEV FVRQKYLEYR RIPYTEPAEY EFLWGPRAFL ETSKMLVLRF 
      1210       1220       1230       1240 
LAKLHKKDPQ SWPFHYLEAL AECEWEDTDE DEPDTGDSAH GPTSRPPPR

```

### Estructura secundaria
Esta proteína no ha podido ser cristalizada todavía, aunque atendiendo a la secuencia de aminoácidos, se predice que la proteína tiene abundantes hélices α en su disposición, y en menor medida, láminas β con cadenas antiparalelas.

### Estructura terciaria
La proteína adquiere una configuración espacial de tipo desordenada. A pesar de ello se han reconocido diversos dominios, cada uno con múltiples funciones: 
El primer dominio abarca desde  el aminoácido 82 hasta el 235, se denomina "Drf_FH1" (Formin Homology Region 1) . Es un dominio presente en ciertas proteínas forminas.
El segundo comprende desde el aminoácidos 135 hasta el 206, denominado "WWbp" (Domain Ligand Proteine), la fosforilación de tirosina permite modular las interacciones que este dominio realiza con otros, lo que otorga a la proteína como principal función, de ligasa de E3 protein ubiquitine.
El último dominio comprende los aminoácidos 1027 a 1195. Esta región es conocida como "MAGE" (Melanoma Antigen Encoding Gene), es un dominio común entre todas proteínas de la familia de genes MAGE, aunque actualmente, no se sabe a ciencia cierta su función celular. La posición de este dominio es frecuente encontrarla en el extremo final de la proteína (como es el caso en esta), aunque también puede situarse en regiones más centradas de la cadena polipeptídica. 
A pesar de que la proteína presenta cisteínas, no llegan a establecerse puentes disulfuro entre las cadenas.

### Estructura cuaternaria y complejos proteicos
Dicha proteína todavía no ha sido cristalizada por lo cual no se puede afirmar la existencia o no de su estructura cuaternaria, aunque se han logrado obtener predicciones de esta en base a  regiones de proteínas de su misma familia. 
La proteínas de la familia MAGE forman complejos proteicos con ligasas de ubiquitina. Así, la proteína MAGEL-like protein interactúa con proteínas como:  
Con la TRIM27, una ligasa de ubiquitina (ubiquitin ligase),dando como resultado el complejo MAGE-L2-TRIM27, que interviene en la degradación de sustancias citosólicas que realizan los proteosomas. Por otro lado, también interacciona con la VPS35, en endosomas que contienen retrómeros, y además, con la ARNTL, BMAL1 y PER2.

## Función biológica
Como múltiples proteínas, MAGEL2 se encarga de realizar diversas funciones específicas en el organismo:

### Ubiquitinación
Se ha confirmado que MAGEL2 estimula la actividad de la ubiquitina ligasa E3 de tipo RING-finger. Esta última es una enzima encargada de la adición de moléculas de ubiquitina a otras cadenas peptídicas. Se trata de un proceso post-traduccional denominado ubiquitinación, que dota de la estructura correcta y función a algunas proteínas.
En este proceso intervienen tres enzimas: E1 de activación , E2 de conjugación y la última E3 de ligación. La ubiquitina E3 puede ser de tres tipos: HECT, U-box y RING-finger, siendo este último sensible ante la proteína Magel2, aumentando su actividad en el proceso mencionado de ubiquitinación. 

### Transporte retrógrado y reciclaje de proteínas endosómicas
Otra función de MAGEL2 es actuar como regulador de transporte retrógrado. Inicialmente, la proteína MAGEL se une con ligasa TRIM27 en regiones concretas del citoplasma. Mediante una interacción directa de la MAGEL2 con VPS35 (una proteína vacuolar presente en el complejo retrómero), se controla el transporte de las proteínas que se desplazan desde los endosomas hasta la red trans-Golgi. Este es un proceso representativo en el reciclaje de diversas proteínas, en las que se incluyen receptores de transmembrana, señalizadoras y toxinas bacteriana (la toxina del cólera por ejemplo ). Por ello, una modificación en la conformación de la proteína MAGEL2- TRIM27 MLR obstruiría esta ruta de reciclaje proteico.

### Ritmo circadiano
Asimismo, MAGEL2 promueve la unión de la lisina a los endosomas que presentan retrómero, al ser reclutada por estos. Esta lisina (Lys-63) se encuentra unida a la cadena de poliubiquitina junto con la lisina-220 del gen WASHC1 junto con TRIM27, llevando a promover el montaje de la actina F endosomal. Por otro lado, a partir del repredimiento de la actividad transcripcional presente en el heterodímero formado por las proteínas ARNTL (Bmal1 o Mop3) junto a la CLOCK, MAGEL2 puede regular el ritmo circadiano además de promover la acumulación citoplasmática de la proteína CLOCK. El reloj circadiano, también conocido como el reloj biológico, es el ciclo natural que experimenta nuestro cuerpo a lo largo de las 24 horas del día que consiste en los cambios mentales, físicos y de comportamiento a los que nos vemos sometidos. Es controlada por una región del encéfalo y es influenciada por la luz y oscuridad. Un error en el ciclo puede causar varias enfermedades como la obesidad, depresión, diabetes, etc.; además de promover la acumulación citoplasmática de la proteína CLOCK.

### Acción deMAGEL2en la región cromosómica PWS
En el año 2005, Lee y Walker publicaron un artículo, junto a otros investigadores, donde se explica la investigación que permitió esclarecer la implicación del gen MAGEL2 en el síndrome de Prader-Willi.
Observaron que la unión del gen MAGEL2 junto con el gen de la nacdina o NDN causaban un impedimento en la degradación de proteica de la FEZ1, elemento necesario para el transporte mediado por la kinesina, el crecimiento axonal y la unión con la proteína BBS4 en las células afectadas. En los centrosomas o en lugares cercanos a ellos, la unión de las cuatro proteínas (MAGEL2, NDN, FEZ1 i BBS4) producidas por sus respectivos genes, pueden causar una disfunción pericentriolar, debido a un error en la proteína BBS4. A partir de esta observación, se ha podido encontrar una relación entre las cuatro proteínas con el síndrome de Prader-Willi, causando la discapacidad en el aprendizaje, hipogonadismo y obesidad desde una edad temprana.

## Patologías asociadas
La carencia de expresión de MAGEL2 puede causar distintas patologías, siendo las más conocidas el síndrome de Prader-Willi (PWS), el síndrome de Schaaf-Yang (SYS) y el síndrome de Chitayat-Hall (CHS).

### Síndrome de Prader-Willi
El síndrome de Prader-Willi es un trastorno genético poco común causado por la falta de expresión de los genes paternos en el cromosoma 15, ya sea porque se heredan dos copias por parte materno, debido a un error en el cromosoma o por el simple hecho de que falte el gen. Aunque no se sabe con exactitud el origen de esta enfermedad, la carencia de MAGEL2 indica una relación directa con la causa de muchos trastornos hormonales y metabólicos propios del PWS.
Los síntomas que caracteriza el síndrome son la obesidad mórbida, el hipogonadismo, estatura baja, hiperfagia, retraso mental leve y anormalidades hormonales que afectan sobre todo al desarrollo físico y psicológico del menor. Además, también presenta varios defectos esqueléticos, como la escoliosis, anomalía en la alineación de las extremidades inferiores, displasia de cadera, una disminución de la DMO y un mayor riesgo de sufrir fracturas óseas secundarias a la osteoporosis. Otros síntomas propios del síndrome de Prader-Willi es el tener órganos sexuales poco desarrollados y una discapacidad en el ámbito del aprendizaje debido al retraso mental.

### Síndrome de Schaaf-Yang
Este síndrome presenta síntomas comunes con el de Prader-Will, aunque los pacientes no suelen presentar los característicos síntomas de hiperfagia y obesidad mórbida. 
Estudios han relacionado pérdida de la función de la proteína MAGEL2 con trastornos óseos, en los síntomas de Prader-Willi y Schaaf-Yang, junto con cambios en las rutas metabólicas de los pacientes y además, el descenso de la fertilidad.
Referente al trastorno óseo, se comprobó mediante análisis histomorfométricos como la falta de MAGEL2 en ratones genera un descenso de N-oleoyl serine, dando como consecuencia, disfunción de los osteoclastos, lo que generaba un aumento de la osteoclastogénesis. A esto se le añade la falta de mineralización en la matriz extracelular y la reducción del espacio trabecular en los huesos y longitud femoral. En añadido, se relaciona también esta mutación de la proteína con un aumento del tejido adiposo, lo que explicaría el elevado BMI de los pacientes (sobre todo del PWS).

### Síndrome de Chitayat-Hall
El síndrome de Chitayat-Hall es un síndrome genético muy raro, del que se tiene conocimiento desde la década de 1980. Pero fue en 2018, cuando se reportó su conexión con posibles mutaciones de MAGEL2. Además, se cree que es una enfermedad hereditaria autosómica recesiva. Se diagnosticó primeramente a gemelos univitelinos, tanto varones como mujeres; y desde entonces, solo se han conocido 17 casos.  Se caracteriza por presentar los siguientes síntomas: anomalías faciales, hipopituitarismo, artrogriposis distal y discapacidad intelectual, entre otros.
Se le relaciona también con una anormal secreción de la hormona del crecimiento (GH).